# Primera División de Chile 1946
Primera División de Chile 1946 var den chilenska högstaligan i fotboll för herrar för säsongen 1946, som slutade med att Audax Italiano vann för andra gången. Ligan bestod av 13 lag som spelade mot varandra två gånger var, vilket innebar 24 omgångar. Därefter delades ligan i två - de sex främsta gick till mästerskapsomgånen och spelade ytterligare fem matcher för att avgöra vilka som vann ligan. De sju sista gick till en nedflyttningsomgång för att avgöra vilket lag som skulle flyttas ner. Santiago National kom på sista plats, men inget av de lag som en gång startade ligan 1933 fick inte åka ur och därmed åkte inget lag ut ur ligan detta år.

## Sluttabell
| Plac. | Lag                  | S  | V  | O  | F  | GM | IM | MSK | Poäng |
| ----- | -------------------- | -- | -- | -- | -- | -- | -- | --- | ----- |
| 1     | Magallanes           | 24 | 11 | 9  | 4  | 60 | 41 | 19  | 31    |
| 2     | Audax Italiano       | 24 | 13 | 4  | 7  | 59 | 46 | 13  | 30    |
| 3     | Universidad de Chile | 24 | 11 | 7  | 6  | 55 | 40 | 15  | 29    |
| 4     | Colo-Colo            | 24 | 9  | 11 | 4  | 50 | 38 | 12  | 29    |
| 5     | Green Cross          | 24 | 11 | 5  | 8  | 61 | 59 | 2   | 27    |
| 6     | Santiago Wanderers   | 24 | 10 | 6  | 8  | 47 | 42 | 5   | 26    |
| 7     | Universidad Católica | 24 | 9  | 6  | 9  | 37 | 39 | -2  | 24    |
| 8     | Unión Española       | 24 | 8  | 7  | 9  | 45 | 43 | 2   | 23    |
| 9     | Santiago Morning     | 24 | 8  | 6  | 10 | 50 | 52 | -2  | 22    |
| 10    | Everton              | 24 | 8  | 5  | 11 | 41 | 46 | -5  | 21    |
| 11    | Santiago Badminton   | 24 | 6  | 9  | 9  | 52 | 63 | -11 | 21    |
| 12    | Iberia               | 24 | 5  | 5  | 14 | 38 | 54 | -16 | 15    |
| 13    | Santiago National    | 24 | 4  | 6  | 14 | 47 | 79 | -32 | 14    |

Lag 1-6 till mästerskapsomgången, medan lag 7-13 gick till nedflyttningsomgången.

## Mästerskapsomgång
| Plac. | Lag                  | S | V | O | F | GM | IM | MSK | Poäng |
| ----- | -------------------- | - | - | - | - | -- | -- | --- | ----- |
| 1     | Audax Italiano       | 5 | 3 | 2 | 0 | 7  | 4  | 3   | 8     |
| 2     | Santiago Wanderers   | 5 | 2 | 2 | 1 | 6  | 6  | 0   | 6     |
| 3     | Green Cross          | 5 | 2 | 1 | 2 | 12 | 10 | 2   | 5     |
| 4     | Magallanes           | 5 | 2 | 1 | 2 | 9  | 8  | 1   | 5     |
| 5     | Universidad de Chile | 5 | 0 | 5 | 0 | 7  | 7  | 0   | 5     |
| 6     | Colo-Colo            | 5 | 0 | 1 | 4 | 3  | 9  | -6  | 1     |

### Total tabell
| Plac. | Lag                  | S  | V  | O  | F  | GM | IM | MSK | Poäng |
| ----- | -------------------- | -- | -- | -- | -- | -- | -- | --- | ----- |
| 1     | Audax Italiano       | 29 | 16 | 6  | 7  | 66 | 50 | 16  | 38    |
| 2     | Magallanes           | 29 | 13 | 10 | 6  | 69 | 49 | 20  | 36    |
| 3     | Universidad de Chile | 29 | 11 | 12 | 6  | 62 | 47 | 15  | 34    |
| 4     | Santiago Wanderers   | 29 | 12 | 8  | 9  | 53 | 48 | 5   | 32    |
| 5     | Green Cross          | 29 | 13 | 6  | 10 | 73 | 69 | 4   | 32    |
| 6     | Colo-Colo            | 29 | 9  | 12 | 8  | 53 | 47 | 6   | 30    |

| Primera División Vinnare av Primera División 1946 |
| ------------------------------------------------- |
| Chile                                             |
| Audax Italiano 2:a titeln                         |

## Nedflyttningsomgång
| Plac. | Lag                  | S | V | O | F | GM | IM | MSK | Poäng |
| ----- | -------------------- | - | - | - | - | -- | -- | --- | ----- |
| 1     | Unión Española       | 6 | 5 | 1 | 0 | 20 | 9  | 11  | 11    |
| 2     | Santiago Badminton   | 6 | 3 | 3 | 0 | 15 | 10 | 5   | 9     |
| 3     | Everton              | 6 | 3 | 2 | 1 | 15 | 12 | 3   | 8     |
| 4     | Iberia               | 6 | 2 | 2 | 2 | 13 | 10 | 3   | 6     |
| 5     | Santiago National    | 6 | 2 | 0 | 4 | 12 | 19 | -7  | 4     |
| 6     | Santiago Morning     | 6 | 0 | 2 | 4 | 10 | 17 | -7  | 2     |
| 7     | Universidad Católica | 6 | 1 | 0 | 5 | 9  | 17 | -8  | 2     |

### Total tabell
| Plac. | Lag                  | S  | V  | O  | F  | GM | IM | MSK | Poäng |
| ----- | -------------------- | -- | -- | -- | -- | -- | -- | --- | ----- |
| 7     | Unión Española       | 30 | 13 | 8  | 9  | 65 | 52 | 13  | 34    |
| 8     | Santiago Badminton   | 30 | 9  | 12 | 9  | 67 | 73 | -6  | 30    |
| 9     | Everton              | 30 | 11 | 7  | 12 | 56 | 58 | -2  | 29    |
| 10    | Universidad Católica | 30 | 10 | 6  | 14 | 46 | 56 | -10 | 26    |
| 11    | Santiago Morning     | 30 | 8  | 8  | 14 | 60 | 69 | -9  | 24    |
| 12    | Iberia               | 30 | 7  | 7  | 16 | 51 | 64 | -13 | 21    |
| 13    | Santiago National    | 30 | 6  | 6  | 18 | 59 | 98 | -39 | 18    |

Santiago National åkte inte ur då de var en av de klubbar som grundande ligan år 1933.